# Pastillage

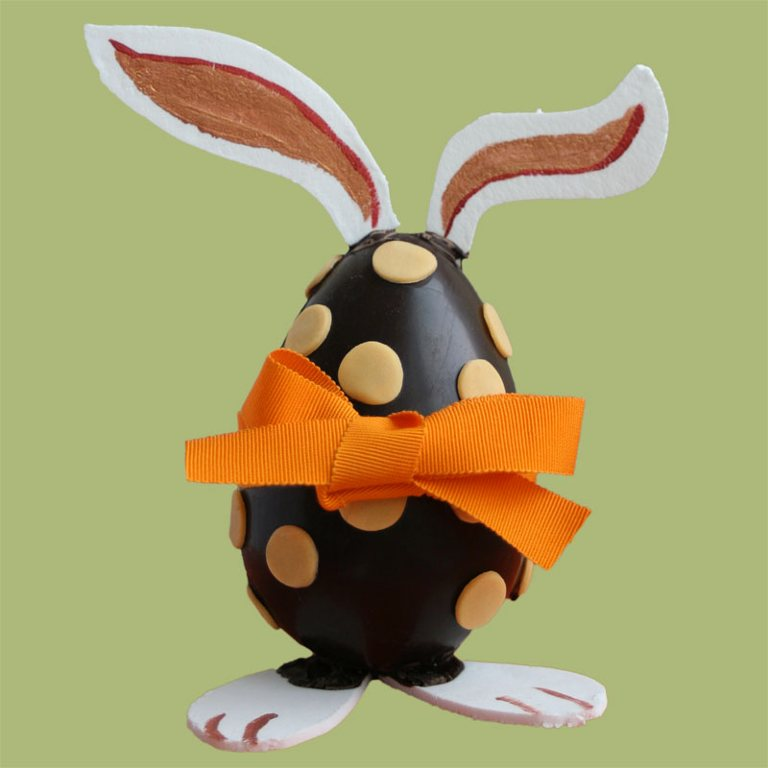
Œuf de Pâques Bunny en pastillage.

Le pastillage est une pâte non comestible utilisée comme décor dans la confiserie. C'est un mélange de sucre glace et d'une solution de mucilage, composée d'amidon ou de fécule ou de gomme adragante ou de gomme arabique en poudre ou de gélatine en feuilles et d'eau.

## Sculptures
Le pastillage est réalisé sous forme de pâte pour décorer et confectionner des gâteaux ou des sculptures en sucre. Cette pâte est à la fois malléable, facile à exécuter et de longue conservation.
C'est un glaçage ornemental qui permet de réaliser des sculptures en trois dimensions, qui ne sont pas destinées à être mangées mais plutôt à être des objets d'exposition durables.

## Histoire
Le pastillage coloré a été découvert au XVIIIe siècle. Au XIXe siècle, le célèbre cuisinier Marie-Antoine Carême est passionné par les pièces monumentales en pastillage et son ouvrage intitulé Le pâtissier pittoresque contient des croquis de pièces en pastillage réalisables. Il y donne la recette du pastillage, à partir de gomme adragante qu'on laisse d'abord reposer puis qu'on mélange à du sucre, avant de la broyer au mortier et d'y incorporer de l'amidon puis de l'eau. Il explique ensuite comment lui donner de la couleur. 